# Klorofyll a
Klorofyll a är en speciell typ av klorofyll som används i fotosyntesen. Det absorberar mest ljusenergi i violett-blått och orange-rött. Det reflekterar också i grönt och gult och ger därmed de flesta växter sin gröna färg. Detta pigment är essentiellt för fotosyntesen hos eukaryoter, cyanobakterier och proklorofyter på grund av sin roll som primär elektrondonator i elektrontransportkedjan. Klorofyll a överför också resonansenergi från antennkomplexet till reaktionscentret med de specifika klorofyllerna P680 och P700.
| |  |
| Strukturmodeller av klorofyll a. Den långa kolvätesvansen fäster molekylen i kloroplastens tylakoidmembran. |  |

## Förekomst
Klorofyll a är livsviktig för de flesta fotosyntetiserande organismer för att avge kemisk energi, men det är inte det enda pigment som kan användas för fotosyntes. Alla syreproducerande organismer använder klorofyll a, men skiljer sig vad gäller förekomsten av övriga pigment som exempelvis klorofyll b. Klorofyll a kan också finnas i mycket små kvantiteter hos gröna svavelbakterier som är anaeroba fotoautotrofer (använder bakterieklorofyll och lite klorofyll a men producerar inte syrgas). Den här processen kallas anoxygen fotosyntes till skillnad från oxygen fotosyntes som producerar syrgas.

## Struktur
Molekylstrukturen består av en klorinring vars fyra kväveatomer omger en central magnesiumjon och som har flera sidokedjor och en lång kolvätesvans.

### Klorinringen

Klorin, den centrala ringstrukturen hos klorofyll a.

Klorofyll a innehåller en magnesiumjon som är omsluten av en stor ringstruktur kallad klorin. Klorinringen är en heterocyklisk förening, ett derivat av pyrrol. Fyra kväveatomer i klorinet omger och binder magnesiumjonen, vilken entydigt definierar strukturen som en klorofyllmolekyl.

### Sidokedjorna

CH_{3}-gruppen inom grön ram är metylgruppen på position C-3.

Olika sidokedjor är fästa vid klorinringen hos klorofyllmolekylerna. Skillnader mellan sidokedjorna karakteriserar de olika klorofyllerna och påverkar deras absorptionsspektrum. Klorofyll a har endast metylgrupper (CH3) som sidokedjor. Klorofyll b skiljer sig genom att ha en aldehydgrupp i stället på position C-3.

### Kolvätesvansen
Klorofyll a har en lång hydrofob svans, en fytol som är bunden med en esterbindning till klorinringen, som förankrar klorofyllet bland de hydrofoba proteinerna i kloroplastens tylakoidmembran. När kolvätesvansen skiljs från klorinringen utgör den en föregångare till två biomarkörer, pristan (C19) och fytan (C20), vilka båda är viktiga vid studiet av geokemi och bestämningen av petroleumkällor. Kvoten mellan deras förekomster ger en bild av hur aeroba (pristan) eller anaeroba (fytan) förhållandena varit vid nedbrytningen.

## Reaktioner i fotosyntesen

### Ljusabsorption

#### Spektrum

Absorptionspektra för klorofyll a och b.

Klorofyll a absorberar ljus inom våglängderna för violett, blått och rött, medan det huvudsakligen reflekterar grönt vilket ger det dess gröna färg. Tilläggspigment breddar det absorberade ljusets spektrum och ökar därigenom den energimängd som växten kan tillgodogöra sig. En molekyl av klorofyll b intill en klorofyll a vidgar absorptionsspektrat och under låg belysning ökar växternas produktion av klorofyll b i förhållande till klorofyll a (det senare är dock alltid rikligast).

#### Ljussamlande

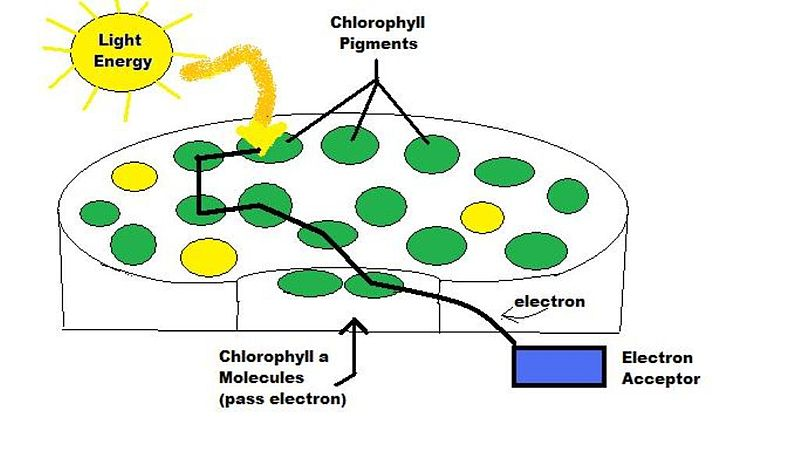
Energiöverföring inom antennkomplexet i ett tylakoidmembran i en kloroplast. Klorofyll a i reaktionscentret är det enda pigment som överför en exciterad elektron till acceptorn.

Ljusabsorption av pigment i kloroplasternas tylakoidmembran överför ljusenergi till kemisk energi via exciterade elektroner. Eftersom klorofyll a endast absorberar vissa våglängder kan organismer använda tilläggspigment för att bredda absorptionsspektrat och på så vis fånga in mer energi (de gula cirklarna i figuren). Den infångade ljusenergin vidarebefordras sedan som resonansenergi tills den når det speciella klorofyll a-molekylpar som finns i reaktionscentret. Dessa speciella klorofyll a-molekylpar finns i både fotosystem II, där de kallas P680, och i fotosystem I, där de kallas P700. Skillnaderna i egenskaper mellan P680 och P700 beror på vilka aminosyror de binder till i reaktionscentrets proteiner. P680 och P700 är de primära elektrondonatorerna till elektrontransportkedjan.

### Primär elektrondonation
Klorofyll a är mycket viktigt i fotosyntesens energifas. Två elektroner måste föras över till en elektronacceptor för att fotosyntes skall ske. I reaktionscentret finns ett par klorofyll a-molekyler som för elektronerna vidare till elektrontransportkedjan genom redoxreaktioner.